# Wygłarowo
Wygłarowo (bułg. Въгларово) – wieś w południowej Bułgarii, w obwodzie Chaskowo, w gminie Chaskowo. Według danych Narodowego Instytutu Statystycznego w Bułgarii z 31 grudnia 2011 wieś liczyła 669 mieszkańców.
Do 1906 roku miejscowość nosiła nazwę Kjumjurdżii.
W tej wsi urodziła się Todorka Paunowa, która walczyła z władzami komunistycznymi.